# Poul Nissen
Poul Nissen (født 11. maj 1967) er en dansk molekylærbiolog og strukturbiolog og professor på Institut for Molekylærbiologi og Genetik på Aarhus Universitet. Han er kendt for sit arbejde med at kortlægge molekylære strukturer af meget store protein/RNA komplekser og vanskeligt analyserbare membranproteiner, der fungerer som ionpumper.

## Uddannelse og karriere
Nissen blev kandidat i kemi og proteinkrystallografi ved Aarhus Universitet i 1993 og ph.d. i molekylærbiologi sammesteds i 1997. Fra 1997-2000 var han postdoc i laboratoriet hos professor Thomas A. Steitz, Yale University, der modtog Nobelprisen i 2009. Nissen blev lektor ved Aarhus Universitet i 2002 og professor fra 2006. Han var centerleder for grundforskningscenteret PUMPkin 2007-2017 og er fra 2013 direktør for Danish Research Institute of Translational Neuroscience (DANDRITE).
Nissen har publiceret mere end 200 artikler i fagfællebedømte videnskabelige tidsskrifter, hans artikler er refereret til mere end 26.000 gange, og han har et h-index på over 70.

## Hæder
Priser
- 1997: Phd Guldmedalje, Danmarks Naturvidenskabelige Akademi
- 2002: ASSS Newcomb-Cleveland Prize
- 2008: EliteForsk-prisen, Uddannelses- og Forskningsministeriet[5]
- 2016: Gregori Aminoffs pris, Kungliga Vetenskapsakademien[6]
- 2017: Novo Nordisk Prisen[7]
- 2018: Carlsbergfondets Forskningspris[2]
- 2021: Anders Jahre Prisen[8]

Videnskabelige selskaber
- 2006: European Molecular Biology Organisation (EMBO)
- 2008: Videnskabernes Selskab[9]
- 2014: Akademiet for de Tekniske Videnskaber

## Udvalgte publikationer
- Nissen P, Kjeldgaard M, Thirup S, Polekhina G, Reshetnikova L, Clark BF, Nyborg J (1995). "Crystal structure of the ternary complex of Phe-tRNAPhe, EF-Tu, and a GTP analog" (PDF). Science. 270: 1464-72.{{cite journal}}:  CS1-vedligeholdelse: Flere navne: authors list (link)
- Ban N, Nissen P, Hansen J, Moore PB, Steitz TA (2000). "The complete atomic structure of the large ribosomal subunit at 2.4 A resolution". Science. 289: 905-20.{{cite journal}}:  CS1-vedligeholdelse: Flere navne: authors list (link)
- Nissen P, Hansen J, Ban N, Moore PB, Steitz TA (2000). "The structural basis of ribosome activity in peptide bond synthesis". Science. 289: 920-30.{{cite journal}}:  CS1-vedligeholdelse: Flere navne: authors list (link)
- Morth JP, Pedersen BP, Toustrup-Jensen MS, Sørensen TL, Petersen J, Andersen JP, Vilsen B, Nissen P (2007). "Crystal structure of the sodium-potassium pump". Nature. 450: 1043-9.{{cite journal}}:  CS1-vedligeholdelse: Flere navne: authors list (link)
- Olesen C, Picard M, Winther AM, Gyrup C, Morth JP, Oxvig C, Møller JV, Nissen P (2007). "The structural basis of calcium transport by the calcium pump". Nature. 450: 1036-42.{{cite journal}}:  CS1-vedligeholdelse: Flere navne: authors list (link)
- Pedersen BP, Buch-Pedersen MJ, Morth JP, Palmgren MG, Nissen P (2007). "Crystal structure of the plasma membrane proton pump". Nature. 450: 1111-4.{{cite journal}}:  CS1-vedligeholdelse: Flere navne: authors list (link)
- Timcenko M, Lyons JA, Januliene D, Ulstrup JJ, Dieudonné T, Montigny C, Ash MR, Karlsen JL, Boesen T, Kühlbrandt W, Lenoir G, Moeller A, Nissen P (2019). "Structure and autoregulation of a P4-ATPase lipid flippase". Nature. 571(7765):366-370.{{cite journal}}:  CS1-vedligeholdelse: Flere navne: authors list (link)